# エアークローゼット
株式会社エアークローゼット（英: airCloset,Inc.）は、ファッションレンタルサービスairClosetを提供、運営する企業。東京都港区に本社を置く。
ファッションのレンタル業はウェディングドレス、貸衣装、着物のレンタルがあるが、普段着をレンタルの対象としているのが特徴である。

## 沿革
後にCEOとなる天沼聰は大学卒業後、コンサルティングファーム、EC運営事業会社に勤めキャリアを伸ばした。天沼は、2014年4月に仲間2人と共に、「IT、インターネットの活用」「シェアリングエコノミーの要素」「豊かなライフサイクルの支援」を3本柱としたパーソナルスタイリング事業を2014年7月にノイエジークの社名で創業した。
同年10月には日本国内では初となる女性向けの月額制ファッションレンタルサービス「airCloset」を発表し、事前募集を経て、2015年2月にサービスを開始した。
2016年9月、寺田倉庫、ホワイト急便を手がける中園ホールディングスと連携し、史上初のファッションレンタル専用倉庫の運用を開始。
2018年9月、大和ハウス工業と資本業務提携を結び、ロボットや人工知能(AI)を用いた新たな物流の構築とマーケティングや販売での連携を行うことを発表した。
2018年に監査法人トーマツが発表したテクノロジー、メディア、通信業界の企業を対象にした成長率ランキングでは、成長率6,000%超で、1位となっている。
2022年7月29日に東京証券取引所グロース市場に上場。

## airCloset
airClosetは、普段着に特化したファッションレンタルサービスであり、専門のスタイリストがコーディネートした服を手軽に利用できる月額料金で提供しており、若い女性を中心に人気が高い。
2015年2月にサービス開始。
サービスの特徴
- 服は上下で使える1セットと1点の合計3点が送付される。申し込むコースによっては借り放題も可能。
- 担当スタイリストがユーザーの好みを分析しコーディネートしてくれる。
- ユーザーが送付された服を気に入った場合には会員価格で購入可能。
- 送料とクリーニング代は不要。返却時のクリーニングも不要。
- 返却期限なし。
- 服を破損した場合には、修繕費用や弁償金が請求されることもある。
- リユース(再利用)でサステナブルにファッションを楽める。シェアリングによりファッションを楽しむ機会はそのままで、環境にも優しい選択を提供
- 2023年3月時点での会員登録者数は100万人を突破。ファッションのレンタルサービスで最もよく利用されているサービスの1つ。

### 料金プラン
2022年1月時点での料金プランを以下に例示する。
- ライトプラン…6800円（月1回3着まで）
- レギュラープラン…9800円（1回3着ずつ、交換し放題）
- ライトプラスラスプラン…12800円（月1回5着まで）

いずれのプランでも、返却時に一律送料300円が加算される。

2022年1月時点で、ブランドを指定できるオプションが登場。
- 下記4ブランドから選べる。

Mila Owen ／ nano・universe ／ NATURAL BEAUTY BASIC ／ NOLLEY'S